# Khazarere
Khazarerne var et halvnomadisk tyrkisk folk fra Centralasien, som var en betydelig regional magtfaktor. I det 7. århundrede dannede de et uafhængigt khanat i det nordlige Kaukasus langs Det Kaspiske Hav. På højden kontrollerede det og dets undergivne folk store dele af det, som i dag er det sydlige Rusland, Vest-Kasakhstan, Øst-Ukraine, store dele af Kaukasus (medregnet Dagestan, Aserbajdsjan, Georgien) og Krim.
Khazarerne var et nomadefolk, som blev delvist fastboende. Det gik fra telt til urbane bosættelser og var en regional stormagt i flere hundrede år. Mange konverterede til jødedommen, og jødisk tro blev efterhånden statsreligion. Khazarerne var vigtige allierede for det byzantinske rige mod Sassanidedynastiet. De udkæmpede en række vellykkede krige mod de arabiske kalifater, og blokerede højst sandsynligt for en arabisk invasion af Østeuropa. I slutningen af det 10. århundrede blev deres magt brudt af Kijev-russere, hvorpå khazarerne mere eller mindre forsvandt ud af historien.

## Etymologi
Navnet "khazar" (tyrkisk ental hazar flertal hazarlar, russisk: Хазары; tatarisk ental xäzär flertal xäzärlär, persisk: خزر, græsk: Χαζάροι, latin: gazari eller cosri, hebraisk ental kuzari כוזרי flertal kuzarim כוזרים; arabisk: خزر; ) antages at have forbindelse med et tyrkisk udsagnsord, som har betydningen "som vandrer" ('gezer' i moderne tyrkisk).

## Oprindelse og forhistorie
Khazarernes oprindelse er usikker. Efter konverteringen til jødedommen førte khazarerne selv deres aner tilbage til Kozar, en søn af Togarmah, der er nævnt i Det gamle testamente som barnebarn af Jafet. Der er imidlertid ringe sandsynlighed for, at han blev regnet som stamfar før indførelsen af bibelske traditioner i Khazarien.
Historikere har søgt efter mulige forbindelser mellem khazarerne og Israels tabte stammer, men moderne forskere er i almindelighed af den opfattelse, at khazarerne er tyrkere, som kom vandrende fra øst. Forskere i Sovjetunionen anså khazarerne for at være et folk fra det nordlige Kaukasus. Andre, blandt dem Douglas Morton Dunlop, mente, at khazarerne havde forbindelse til uighurene eller tielene, en stammekonføderation, som blev kaldt He'san i kinesiske kilder fra det 7. århundrede (Suishu, 84). Khazarernes sprog ser ud til at være beslægtet med oghurisk sprog, som ligner protobulgarsk. Af den grund er der også postuleret en hunnisk oprindelse. Eftersom det tyrkiske folk aldrig har været et etnisk homogent folk, behøver disse teorier ikke at udelukke hinanden. Det er sandsynligt, at khazarernes nation bestod af stammer med forskellig etnisk baggrund som steppefolkene gerne assimilerede i takt med, at de blev erobret.
Armenske beretninger indeholder henvisninger til khazarerne så tidligt som i slutningen af det 2. århundrede. Dette er i almindelighed anset for anakronistisk, og de fleste forskere antager, at der i virkeligheden henvises til sarmaterne eller skyterne. Priscus beretter, at et af folkene i den hunnerske konføderation blev kaldt akatsiroiene. Deres konge blev kaldt Karadak eller Karidakus. En del, som påpeger ligheden mellem akatziroiene og «ak-khazar» (se nedenfor), har rejst spørgsmålet, om akatziroiene var tidlige proto-khazarer.
Dmitri Vasiljev ved Astrakhan statsuniversitet lancerede for nyligt hypotesen, at khazarerne vandrede ind i den pontiske stepperegion sent i 500-tallet og oprindelig boede i Transoksiana. Ifølge Vasiljev forblev khazarfolkene i Transoksiana under petsjenegerne og oghuzernes overhøjhed. Og det er meget muligt, at de beholdt kontakten med denne majoritet af dets oprindelige folk.

## Folkestammer
Khazarernes stammestruktur er uklar. Den var delt i ak-khazarerne (de hvide khazarer) og kara-khazarerne (de sorte khazarer). Den arabiske kronikør Istakhri hævdede, at de hvide khazarer var påfaldende smukke med rødligt hår, hvid hud og blå øjne, mens de sorte khazarers hud var mørk, på grænsen til sort, som om de var indiske. De fleste forskere tvivler imidlertid på dette. Mange tyrkiske folk havde en tilsvarende opdeling mellem en «hvid» herskerklasse og en «sort» klasse af undersåtter. De fleste forskere tror ikke, at denne opdeling har nogen forbindelse med racemæssige træk. Det er mere rimeligt at antage, at Istakhri selv var forvirret af betegnelsen på de to grupper. Peter Golden har rejst spørgsmålet, om khazarene etnisk set var et konglomerat af oghurer og vanlige, tyrkiske folkeslag, som sabirer, nordkaukasiske hunnere og elementer fra gok-tyrkerne.

## Fremvækst

### Khazar-staten dannes
.
Tidligt i sin historie er khazarerne nært knyttet til det gok-tyrkiske rige, som blev grundlagt, da Ashina-klanen styrede Juan Juan i 552. Da det gok-tyrkiske rige som følge af internationale konflikter i 7. århundrede i den vestlige del af det tyrkiske rige blev delt i flere stammekonføderationer – heriblandt bulgarerne, ledet af Duloklanen, og khazarerne, ledet af ashina-klanen, de traditionelle herskere af det gok-tyrkiske rige. Omkring 670 var khazarerne brudt ud af den bulgarske konføderation og forårsaget, at forskellige stammegrupper migrerede og forlod de to tilbageværende bulgarske herredømmer – det volgabulgarske rige og det bulgarske khanat ved Donau.
Khazarernes første betydelige optræden i historien er deres bidrag til den østromerske kejser Heraclius’ felttog mod de persiske sassanider. Khazarherskeren Ziebel (identificeret som Tong Yabghu Khagan, herskeren over vest-tyrkerne), bistod byzantinerne i stormløbet af Georgien. Et ægteskab mellem Ziebels søn og Heraclius’ datter kom sågar på tale, men blev aldrig gennemført.
I løbet af det 7. og det 8. århundrede udkæmpede khazarerne en række krige mod det umajadiske kalifat, som forsøgte at udvide sin indflydelse ind i Transoksiana og Kaukasus. Den første krig blev udkæmpet tidligt i 650 og endte med nederlag for en arabisk styrke ledet af Abd ar-Rahman ibn Rabiah uden for khazarbyen Balanjar efter en krig, hvor begge sider brugte belejringsmaskiner mod fjenden.
En række russiske kilder fra denne periode nævner navnet på khazarernes khagan (= khan) som Irbis og beskriver ham som et skud på stammen til det gok-tyrkiske kongehus Ashina. Om Irbis overhovedet har eksisteret er genstand for diskussion, også om han kan identificeres som en af de mange gok-tyrkiske herskere med samme navn.
Yderligere konflikter brød ud i årtierne som fulgte, med arabiske angreb og khazar-overfald ind i Kurdistan og Iran. Der er vidnesbyrd fra beretningerne til al-Tabari om, at khazarerne dannede en samlet front med resterne af gok-tyrkerne i Transoksiana.

### Khazarerne og Byzans
Khazarernes overherredømme over størstedelen af Krim opstod sent i 600-tallet. I midten af 700-tallet blev de oprørske krim-goter slået ned, og deres by, Doros (i dag Mangup), okkuperet. En khazar-tudun residerede i Chersonesos omkring 690, på trods af, at denne by var underlagt det Det østromerske rige.
Det er også kendt, at khazarerne var allierede med det østromerske rige i sidste del af 600-tallet. I 704/705 undslap Justinian II, som levede i eksil i Chersonesos, til khazar-området, hvor han ægtede søsteren til Khagan Busir. Med hjælp fra sin hustru flygtede han fra Busir, som intrigerede mod ham med tronprætendenten Tiberius III og myrdede to af khazarenes tjenestemænd. Han flygtede til Bulgarien, hvor Khan Tervel hjalp ham til at vinde tronen tilbage. Khazarerne støttede senere oprøreren general Bardanes, som tilrev sig tronen som kejser Philippicus i 711.
Den østromerske kejser Leo III giftede sin søn Konstantin (senere Konstantin V Kopronymous) medil khazar-prinsessen Tzitzak, (datter af Khagan Bihar) som en del af en alliance mellem de to riger. Tzitzak, der blev døbt Irene, blev berømt for sin brudekjole, som gav stødet til et modehysteri i Konstantinopel for en type mandsdragter, som blev kaldt tzitzakion. Deres søn Leo (Leo IV) blev bedre kendt under navnet "Leo Khazaren".

### Den anden khazar-arabiske krig
Det udbrød fjendtligheder med kalifatet i 710'erne med angreb, som bølgede frem og tilbage over Kaukasus, men med få afgørende slag. Khazarerne, ledet af prins Barjik, invaderede det nordvestlige Iran og slog Umayyadstyrkerne ved Ardebil i 730, dræbte den arabiske hærfører al-Djarrah al-Hakami og okkuperede byen en kort periode. De blev slået året efter ved Mosul, hvor Barjik ledede khazarstyrkerne fra en trone påsat al-Djarrahs afhugne hoved, men han blev selv dræbt i slaget. De arabiske armeer, først ledet af prins Maslamah ibn Abd al-Malik og derefter af Marwan ibn Muhammad (senere kalif Marwan 2.), væltede gennem Kaukasus og slog (i 737) en khazarhær ledet af Hazer Tarkhan og okkuperede selv Atil en kort stund og tvang antagelig deres khagan til at konvertere til islam. Manglen på stabilitet umuliggjorde en varig okkupation. De arabiske armeer trak sig tilbage, og khazarenes uafhængighed blev genoprettet.
Det er værd at bemærke, at i 739 angiver arabiske kilder navnet på khazarenes hersker som "Parsbit" eller "Barsbek", en kvinde som ser ud til at have ledet militæroperationer mod dem. Det tyder på, at kvinder kan have haft høje stillinger inden for khazarernes statsledelse, vel også som afløser for deres khagan.
Selv om khazarerne standsede den arabiske ekspansion i Øst-Europa en tid efter disse krige, blev khazarerne tvunget til at trække sig tilbage til den andre side af Kaukasus. I de næste tiår udvidede de deres territorier fra Det Kaspiske Hav i øst (mange kulturer kalder endda det Kaspiske hav for "Khazarhavet", for eksempel "Xəzər dənizi" på azeri, "Hazar Denizi" på tyrkisk, "Bahr ul-Khazar" på arabisk, "Darya-ye Khazar" på persisk) til steppeområderne nord for Sortehavet, i vest så langt som til Dnepr.
I 758 gav abbasidenes kalif Abdullah al-Mansur ordre til Yazid ibn Usayd al-Sulami, militærguvernør for Armenien, om at ægte en khazarbrud og stifte fred. Yazid hjemførte en datter af khagan Baghatur, khazarenes leder. Uheldigvis døde pigen på uforklarlig vis, muligvis under en fødsel. Hennes følge vendte hjem overbevist om, at araberne havde forgiftet hende, og hendes far blev vild af raseri. Khazargeneral Ras Tarkhan invaderede det, som nu er det nordvestlige Iran og udførte plyndringstogter i flere måneder. Derefter blev forbindelserne mellem khazarerne og Abbasidenes Kalifat (hvis udenrigspolitik i almindelighed var mindre ekspansionistisk end dets forgængere, umayyadene), stadigt mere venskabelig.

## Khazarenes religion

### Tyrkisk shamanisme
Khazarerne praktiserede oprindelig tyrkisk shamanisme med opmærksomheden vendt mod himmelens gud Tengri, men var stærkt påvirket af konfuciansk tankegods fra Kina. De havde også antaget den gamle kinesiske forestilling om Det himmelske mandat. Ashinaklanen blev anset for at være udvalgt af Tengri, og kaghan var inkarnationen af den gunst, himmelguden havde overdraget de tyrkiske folk. En kaghan, som mislykkedes, havde helt åbenbart mistet gudens gunst og blev vanligvis rituelt dræbt. Historikere har til tider spekuleret på, måske halvt i spøg, om khazarernes tilbøjelighed til fra tid til anden at myrde deres ledere af religiøse årsager, førte disse herskere til at gå over til andre religioner.
Khazarerne dyrkede en række guddomme underordnet Tengri, inklusive frugtbarhedsgudinden Umay, tordenguden Kuara, dødsrigets gud Erlik.

### Konvertering til jødedom og forholdet til andre jøder
Jødiske samfund havde eksisteret i græske byer ved kysten af Sortehavet siden klassisk tid. Cherson, Sudak, Kertsj og andre byer havde jødiske samfund. Gorgippa og Samkarsh / Tmutarakan havde måske en jødisk majoritet så tidligt som omkring 670. De oprindelige jødiske bosættere blev fulgt af nye bølger af indvandrere, som flygtede fra forfølgelse i Østromerriget, fra Sassaniderne i Persien (særlig under Mazdakoprørene) og senere fra den islamske verden. Jødiske købmænd som Radhanitene drev regulær handel i khazarernes områder og kan have udøvet en betydelig økonomisk og politisk indflydelse. På grund af sin uklare oprindelse og historie kan fjeldjøderne i eller nær khazarområderne have allieret sig med eller være blevet underlagt et overherredømme fra khazarerne. Det er tænkeligt, at de også havde en betydning i konverteringen.
I 700-tallet, eller tidligt i 800-tallet,konverterede khazarernes kongefamilie og adel til jødedommen. Dele af den øvrige befolkning fulgte efter. Der er uenighed om, hvor udbredt denne konvertering var. Ibn al-Faqih rapporterede i 900-tallet, at «hele khazarfolket er jøder». På trods af dette udsagn mener de fleste forskere, at kun overklassen konverterede til jødedommen. Man finder støtte for det i samtidens muslimske tekster. Senere arkæologiske udgravninger har imidlertid afdækket et udstrakt skifte i begravelsesskikkene. Omtrent midte i 800-tallet begyndte begravelser i Khazar at blive præget af jødiske skikke. Brugen af gravgods forsvandt næsten helt. Vidnesbyrd fra jordfæstelser tyder på, at omkring 950 var jødisk tro udbredt i alle lag af khazar-samfundet.
Fortællinger i Kuzari, skrevet af Yehuda Halevi, giver detaljerede og moralske begrundelser for konverteringen. Nogen forskere har antydet, at grunden til konverteringen delvis var dikteret af politisk hensigtsmæssighed for at opnå en grad af neutralitet: Khazarriget befandt sig mellem voksende befolkningsgrupper som muslimerne i øst og kristne i vest. Begge religioner anerkendte jødedommen som en forløber, som fortjente en vis respekt. Hvad der er den nøjagtige dato for konverteringen er stærkt omtvistet. Den kan have fundet sted omkring år 740 eller i midten af 800-tallet. Nye numismatiske fund antyder, at jødisk tro var etableret som statsreligion omkring 830, og Kyrillos (som besøgte Khazar i 861) opfattede ikke khazarerne som jøder. Khagan i denne periode, Zakarias, bar et hebraisk-bibelsk navn. Enkelte kilder fra middelalderen opgiver navnet på den rabbi, som overvågede khazarernes konvertering til Isaac Sangari eller Yitzhak ha-Sangari.
Den første jødiske khazarkonge hed Bulan, der betyder "elg", selv om enkelte kilder opgiver hans navn som det hebraiske Sabriel. En senere kong Obadiah, som styrkede jødedommen, inviterede rabbier til landet og byggede synagoger. Jødiske skikkelser som Saadia Gaon omtalte khazarerne i positive vendinger, mens de hudflettes i samtidige karaitiske skrifter som "bastarder". Det er derfor lidet troligt, at de antog karaismen som Avraham Firkovich har foreslået.
Khazarerne nød godt af forbindelserne med jøderne i Levanten og Persien. De persiske jøder håbede for eksempel, at khazarene skulle erobre kalifatet. Den høje anseelse, som khazarene nød blandt jøderne i Orienten, fremgår af en søgen til dem på arabisk. I arabiske kommentarer til Jesaja på arabisk som af enkelte tilskrives Saadia Gaon og af andre til Benjamin Nahawandi, angående Jes. 48,14: "Således elskede Herren ham."
"Dette", hævder kommentatoren, "referer til khazarerne, som vil gå og ødelægge Babel" (med andre ord, Babylon), et navn som blev brugt om arabernes land. Fra khazar-korrespondancen er det tydeligt, at to spanske jøder, Judah ben Meir ben Nathan og Josef Gagris, med held har bosat sig i Khazar. Saadia, som var godt kendt med khazarernes land, nævner en vis Isaac ben Abraham, som var flyttet fra Sura til Khazar.
Tilsvarende så khazarherskerne på sig selv som beskyttere af den internationale jødedom (korrespondance med udenlandske jødiske ledere mellem khazarernes hersker Josef og den spanske rabbi Hasdai ibn Shaprut er bevaret). De var kendt for at tage igen mod muslimske eller kristne interesser i Khazar for jødeforfølgelser i udlandet. Ibn Fadlan fortæller, at omkring 920 modtog khazarherskeren information om, at muslimer havde ødelagt en synagoge i Babung i Iran. Han beordrede, at minareten i moskeen i hans hovedstad skulle ødelægges og muezzinen henrettes. Han erklærede videre, at han ville have lagt alle moskeer i landet øde, hvis han ikke havde frygtet, at muslimerne ville ødelægge alle synagogerne i deres egne lande.

### Andre religioner
Ved siden af jødedommen blev trolig også andre religioner praktiseret i områderne hvor khazarerne herskede, blandt andet græsk-ortodoks, nestorianske og den monofysitiske kristenhed, zoroastrismen så vel som nordiske, finske, og slaviske kulter. Religiøs tolerance i khazarriget blev opretholdt i mere end 300 år. "Slavernes apostel", Den hellige Kyrillos, skal efter sigende have forsøgt at omvende khazarerne uden held. Alligevel fortælles det, at mange khazarer skal være gået over til kristendommen eller islam.

## Organisering

### Khazarernes kongedømme
Khazarernes kongedømmer var delt mellem khagan og bek eller khagan bek. Samtidige arabiske historikere fortæller, at Khagan var en rent åndelig leder eller en frontfigur med begrænset magt, mens bek havde ansvar for administration og militærmagt.
Både khagan og khagan bek holdt til i Itil. Khaganpaladset lå ifølge arabiske kilder på en ø i Volga. Det blev fortalt, at han havde 25 koner, som alle var døtre af en undergiven hersker. Det er imidlertid muligt, at dette er en overdrivelse.
I brev fra khazarerne fremstiller kong Josef sig som hersker over khazarerne og hentyder ikke til en kollega. Det har været genstand for diskussion, om Josef var khagan eller bek. Hans beskrivelse af sine felttog sandsynliggør det sidste. En tredje mulighed er, at på den tid, da korrespondancen fandt sted (ca. 950-960), havde khazarerne smeltet disse to magtpositioner sammen til en enkelt, eller at bekene på en eller anden måde havde fortrængt khagan eller modsat.

### Hæren
Khazarhærene blev ledet af khagan bek, og kommandoen ført af underordnede officerer kendt som tarkhaner. En berømt tarkhan, som der refereres til i arabiske kilder som Ras eller As Tarkhan, ledede en invasion i Armenien i 758. Hæren bestod af blandt andet regimenter af muslimske hjælpestyrker kendt som arsiyah, som var udvalgt fra Khwarezmianere eller Alanere. De muslimske regimenter slap for at deltage i felttog mod andre muslimer. Tidlige russiske kilder har refereret til khazarernes by (på modsat side af Volga fra Atil) som Khvalisy og Det Kaspiske Hav for Khvaliskoye.
I henhold til nogen forskere som Omeljan Pritsak, var disse navne østslaviske versioner af "khwarezmens" og refererede til dem som lejesoldater.
I tillæg til bekens stående hær kunne khazarerne i trængselstider indkalde værnepligtige stammer. Disse blev nogle gange fulgt af hjælpetropper fra undergivne nationer.

### Andre myndigheder
Bosættelserne blev styret af administrative myndigheder kendt som tuduner. I nogen tilfælde (således de byzantinske bosættelser på Sydkrim), blev en tudun gerne udnævnt for en by inden for et andet styresæts indflydelsessfære.
Andre myndigheder i Khazar-regeringen, indbefattet berømtheder som ibn Fadlan, henvises til som jawyshygher og kundur, men deres myndighedsområder er ikke kendt.

### Lov og ret
Muslimske kilder melder, at khazarernes højesteret bestod af to jøder, to kristne, to muslimer og en "hedning" (om det er en tyrkisk shaman eller en præst af slavisk eller nordisk religion er uklart). En borger havde ret til at blive dømt i overensstemmelse med lovene for sin religion.
Nogen har argumenteret for, at denne sammensætning er lidet sandsynlig, eftersom Beit Din, eller rabbinerretten, kræver tre medlemmer. Det er derfor muligt, at udøverne af statsreligionen, jøderne, havde tre dommere i højesteret snarere end to, og at de muslimske kilder prøvede at dæmpe indtrykket af deres indflydelse. En muslimsk eller kristen ret kan fungere med bare en eller to dommere.

## Økonomiske forhold

### Handel
Khazarerne beherskede de vigtigste handelsveje. Gods fra det vestlige Europa blev ført til Centralasien og Kina og den modsatte vej. Den muslimske verden kunne bare handle med Europa med khazarerne som mellemled. Radhanittene, et middelaldersk gilde af jødiske købmænd, havde en handelsrute, som gik gennem Khazar og kan have vært en påvirkning til khazarernes konvertering til judaismen.
Ingen khazarer betalte skat til den centrale regeringsmagt. Indtægterne kom fra 10 % skat på varer i transit og fra tributter fra undergivne nationer. Khazarerne eksporterede honning, skind, uld, hirse og andre kornsorter, foruden fisk og slaver. I 1900-tallet blev gjort fund af værksteder, som producerede keramik og glas.

### Khazarernes møntsystem
Khazarerne er kendt for at have slået sølvmønter, yarmaqer. Mange var kopier af arabiske dirhem. Kalifates mønter var i udstrakt brug på grund af deres pålidelige sølvindhold. Købmænd fra Kina, De britiske øer og Norden godtog dem, selv om de ikke kunne læse den arabiske tekst. At udsende efterligninger af dirhemer var en måde at sikre værdien af khazarmønter i fremmede lande.
Nogen bevarede eksemplarer bærer inskriptionen «Ard al-Khazar» (arabisk for «khazarernes land»). I 1999 blev der fundet en mængde sølvmønter på Spilling gård på den svenske ø Gotland. Blandt mønterne er mange dateret 837/838 og bærer på arabisk inskriptionen "Moses er Guds profet", noget som er en variant af den muslimske inskription "Muhammad er Guds profet"). I Creating Khazar Identity through Coins, hævder Roman Kovavlev, at disse dirhemer kunne være specialslåede mindemønter præget af khazarherskeren Bulan i anledning af fejringen af khazarernes konvertering til jødisk tro.

## Indflydelsessfære
Da khazar-khaganatet var på højden af sin magt, var riget meget mægtigt. Khazarernes kerneområde var ved nedre Volga og kysterne ved Det Kaspiske Hav og så langt sydpå som Derbent. Fra sent i 600-tallet kontrollerede khazarerne i også størstedelen af Krim og de nordøstlige kyster af Sortehavet. Omkring 800 omfattede khazarernes besiddelser størstedelen af den pontiske stepperegion helt til Dnepr og så langt mod øst som til Aralsøen. (Nogle tyrkiske historieatlas viser khazarske indflydelsessfære som strakte sig godt øst for Aral). Under den khazar-arabiske krig tidligt i 700-tallet trak en del af khazarerne sig tilbage til foden af fjeldkæderne i Ural, og nogle af bosætterne kan være blevet der.

### Khazarenes byer
Følgende regnes som khazar-byer:
- Langs Det Kaspiske havs kyster og Volga-deltaet:

Atil, Khazaran, Samandar
- Kaukasus:

Balanjar, Kazarki, Sambalut, Samiran
- På Krim og Tamanregionen:

Kertsj (også kaldt Bospor), Theodosia, Güzliev (det moderne Eupatoria), Samkarsh (også kaldt Tmutarakan, Tamatarkha), Sudak (også kaldt Sugdaia)
- I Don-dalen:

Sarkel* Tallrike Khazar-bosættelser er opdaget i Mayaki-Saltovo-regionen. Khazarene grundlagde en bosættelse ved Dnepr kaldet Sambat, som var en del af det som i sin tid skulle blive byen Kijev. Tsjernihiv antages også for oprindeligt at have være en khazarsk bosættelse.

### Skattelagte og undergivne nationer
En række nationer betalte skat til khazarerne. En konge, som var afhængig af khazarerernes overherredømme, blev kaldt for en "Elteber". Khazarernes vasaller til forskellige tider omfattede:
På de pontiske stepper, Krim og Turkestan
Pechenger, oghuzere, krim-gotere, krim-hunnere (onogurere?), de tidlige madjarere.
I Kaukasus
Georgiere, abkhasiere, forskellige armeniere fyrstedømmer; Arran; Nord-kaukasiske hunner, lazicere, kaukasiske avarere, kassogere og lezginere.
Øvre Don og Dnepr
Forskellige østslaviske stammer som derevlianere og vyatitsjere, forskellige tidlige russiske stater.
Ved Volga
Volga-bulgarere, burtaere; forskellige finsk-urgiske skov-stammer som mordvinere og ob-ugriere; bashkirere, barsilere.

## Tilbagegang og fald
I det 10. århundrede begyndte riget at gå tilbage som følge af angreb fra både vikinger, Kijev-russere og forskellige tyrkiske stammer. Det nød en kort opblomstring under stærke herskere som Aaron og Josef, der underkuede oprørske protektorater som alanerne og førte sejrrige krige mod russiske indtrængere.

### Kabar-oprøret og madjarenes vandring vestover
En gang i det 9. århundrede (ifølge Konstantin Porphyrogenitus’ beretning) havde en gruppe på tre khazar-klaner, som blev kaldt kabarere, gjort oprør mod khazarregeringen. Omeljan Pritsak og andre har rejst spørgsmålet, om oprøret kan have haft sammenhæng med vragningen af rabbinsk judaisme. Det er lidet troligt, eftersom det antages, at både kabarere og de fleste af khazarerne havde hedenske, jødiske, kristne og muslimske tilhængere. Kabarerne blev slået og sluttede sig til en konføderation ledet af madjarer. Det er også spekuleret på en "ungarske" afledning af det tyrkiske ord "Onogur", eller "Ti pile", viser til fire finsk-ugriske stammer og de tre kabar-stammer.
Mod slutningen af 800-tallet allierede khazarerne sig med oghuzerne for at angribe pechengerne, som havde angrebet begge nationer. Pechenegerne blev drevet mod vest, hvor de tvang madjarene (ungarere), der stod i et vassalforhold til Khazar, bort. Under høvding Lebedias lederskab og senere under Árpád flyttede ungarerne mod vest og ind i det, som er Ungarn. Ungarernes afrejse førte til et ustabilt magtvakuum, og til at khazarerne gradvist tabte kontrollen over steppeområderne nord for Sortehavet.

### Diplomatisk isolation og militær trussel
Alliancen med byzantinerne begyndte at bryde sammen i 900-tallet, muligvis som et resultat af konverteringen til judaismen. Byzantinerne og khazarstyrkerne kan have stødt sammen på Krim. Omkring 940'erne spekulerede Konstantin den 7. Porphyrogentius i De Administrando Imperio over, hvordan khazarerne kunne isoleres og angribes. I samme periode søgte byzantinerne alliancer med petsjenegerne og russerne med vekslende held.
Fra begyndelsen af 900-tallet veg khazarerne flere steder som følge af skærpede angreb og invasioner fra tidligere allierede nomadestammer og oprør fra tidligere forbundsfæller, ofte som følge af byzantinsk diplomati. I følge Schechter-teksterne udkæmpede khazar-herskeren Benjamin ben Menahem en krig mod en koalition af "'SY, TWRQY, 'BM, og PYYNYL", som var tilskyndet og støttet af Makedonien som henviser til det byzantinske kejserdømme i mange jødiske middelalderskrifter. Identiteten af de øvrige, som er nævnt, er ikke fastslået med sikkerhed. Dette gælder også for Omeljan Pritsak med henholdsvis burtaene og hun-tyrkere, volga-bulgarer og pecheneger. Selv om Benjamin ofte sejrede, måtte hans søn Aaron 2. møde en anden byzantinsk-inspireret invasion, denne gang anført af alanerne. Aaron slog alanerne ved hjælp af oghuzerne. Trods dette var oghuzerne og khazarerne fjender, før der var gået fem år.
Ibn Fadlan meldte om oghuzernes fjendtlige holdning mod khazarerne på sin rejse i 921. Nogle kilder, som er drøftet hos Tamara Rice, hævder at Seldsjuk, der har givet navn til seldsjuk-tyrkerne, begyndte sin løbebane som soldat hos oghuzene i khazarernes tjeneste i midten af 900-tallet og avancerede til høje stillinger, før han forlod khazarenes herskere og drog til Khwarazm.

### Gardarigets fremvækst
Fra begyndelsen var khazarerne antageligt allierede med stridbare norrøne folk, væringer, som i øst blev kaldt for Rus. De kom hovedsagelig fra Skandinavien og gav navn til dagens Rusland. Russerne kontrollerede regionen omkring Novgorod og rejste regelmæssigt gennem khazardominerede områder for at angribe steder rundt om Sortehavet og Det Kaspiske Hav.
Ved et af disse plyndringstogter siges det, at Khagan havde givet sit samtykke, mod at nordboerne gav ham halvparten af udbyttet. Khazarerne tillod også, at de benyttede handelsruten på Volga. Denne alliance fik åbenbart næring af fjendtlighederne mellem araberne og khazarerne. På et tidspunkt ophørte khazarernes overbærenhed, fordi nordboernes plyndringstogt mod muslimske lande skabte fjendtlighed mod nordboerne i den muslimske befolkningsdel i khaganatet. Khazarherskerne spærrede vejen ad Volga for nordboerne. Det resulterede i krig. Khazarernes hersker Josef skrev tidligt i 960'erne til Hasdai ibn Shaprut om forværringen i khazarernes forbindelser med nordboerne: "Jeg er nødt til at overveje at gå til kamp mod dem, for hvis jeg overhovedet giver dem chancen, vil de lægge muslimernes lande øde så langt som til Baghdad."
De norrøne krigsherrer Oleg af Novgorod og Svjatoslav 1. af Kijev igangsatte flere krige mod khazar-khaganatet, ofte med byzantinsk medvirkning. Schechter-brevet indeholder beretningen om et felttog mod Khazar ledet af HLGW (Oleg) ca. år 941, hvor Oleg led nederlag mod khazarernes general Pesakh. Dette rejser spørgsmålet om tidslinjen i Nestorskrøniken og andre beslægtede øst-slaviske, historiske tekster.
Svjatoslav havde til sidst held til at ødelægge khazarernes magt i imperiet i 960-tallet. Khazarfæstningerne Sarkel og Tamatarkha faldt i russernes hænder i 965, fulgt af hovedstaden Atil ca. 967 eller 969. En rejsende til Atil skrev lige efter plyndringen af byen: "Russerne angreb, og hverken en eneste drue eller rosin blev ladt tilbage, ej heller et eneste blad på træerne."

## Khazarer uden for Khazar
Det fandtes khazarsamfund også uden for de områder, som lå under khazarenes overherredømme. Mange khazariske lejesoldater gjorde tjeneste i armeer i kalifatet og andre islamske stater. Dokumenter fra middelalderens Konstantinopel vidner om et khazarsamfund, som var blandet med jøder i Peras forstæder. Kristne khazarer boede også i Konstantinopel, og andre gjorde tjeneste i den byzantinske hær. Patriark Photius 1. af Konstantinopel var khazar. Kejseren omtalte ham vredt som "Khazar-trynen". Om dette refererer til udseendet eller om det var en genetisk fornærmelse, er uklart.
Abraham ibn Daud fortalte, at der i Spanien i det 12. århundrede var khazariske rabbinerstudenter eller studenter, som var efterkommere af khazarerne. Jøder fra Kijev og andre steder i Rusland, som muligvis kan have været khazarer, blev også rapporteret i Frankrig, Tyskland og England.
Blandt de kabarer, som slog sig ned i Ungarn sent i det 9. århundrede eller tidligt i det 10. århundrede, kan der have været jøder. Det er imidlertid sandsynligt at mange khazarjøder flygtede fra fremmede erobrere til Ungarn og andre steder i Østeuropa. Det er også al grund til at tro at de blandede sig med lokale jøder og forårsagede bølger af jødisk immigration fra Tyskland og Vesteuropa. Videre er det troligt, at de dannede en fremtrædende gruppe inden for det østeuropæiske jødesamfund.
Polske legender omtaler jøder, som befinder sig i Polen før etableringen af det polske kongedømme. Polske mønter fra det 12. århundrede og det 13. århundrede havde til tider slaviske inskriptioner i hebraisk skrift, men om det viser indflydelse fra khazarjøder, kan bare være gisninger.

## Senere henvisninger til khazarerne
Der er uenighed om tidsrummet og den geografiske udstrækning af khazarstaterne, som fulgte Svjatoslavs angreb på Atil i 967/9, eller til og med om de stater i det hele taget eksisterede. Khazarene kan have beholdt kontrol over enkelte områder i Kaukasus i yderligere to århundreder, men spredte historiske nedtegnelser gør det vanskeligt at sige noget sikkert om.
Tegn på senere khazarstater er blandt andet det faktum, at Svjatoslav ikke okkuperede Volgabassinet efter, at han havde lagt Atil øde, og at han drog videre for at igangsætte felttoget i Bulgarien. Den permanente erobring af Volgabassinet ser ud at være blevet overladt til senere bølger af steppefolk som bl.a. kiptsjakerne.

### Jødiske kilder
Et brev på hebraisk, dateret Anno mundi 4746 (985–986) henviser til "vor herre David, khazarprinsen", som boede i Taman. Brevet fortæller, at denne David havde besøg af sendemænd fra Kijev-russerne for at drøfte religiøse spørgsmål. Det kan sættes i forbindelse med Vladimirs konvertering til jødisk tro, som fandt sted i det samme tidsrum. Taman var et Kijev-russisk fyrstedømme omkring 988, sål denne efterfølgerstat (hvis det var det, den var) kan være blevet fuldstændigt overvundet. Ægtheden af dette brev, Mandgelis dokumentet, er for øvrigt betvivlet af forskere som Douglas Morton Dunlop.
Abraham ibn Daud, en spansk rabbi som levede i 1100-tallet, fortæller at han mødte rabbinerstudenter i Toledo som var khazarer, og at de fortalte ham at «resterne af dem er af rabbinernes tro». Denne reference antyder, at nogle khazarer beholdt etnisk om ikke politisk selvstændighed i hvert fald i to hundrede år efter plyndringen af Atil.
Petachiah fra Regensburg, en rabbi og rejsende fra 1200-tallet, fortæller fra en rejse gennem «Khazar», som ellers indeholdt få detaljer om indbyggerne, at de levede i trøstesløshed og evig sorg.
Han beretter senere:
"Mens jeg var i Baghdad, så jeg ambassadører fra kongen af Meshech og fra Magog (en kristen middeladerforfatter som sagde, at khazarerne boede i landet Gog og Magog) omkring ti dagsrejser derfra. Landene strækker sig så langt som de mørke fjelde (en betegnelse som ofte blev brugt for at beskrive Kaukasus). På den anden side af De mørke fjelde er sønnerne til Jonadab, søn af Rechab (en embedsmand i hoffet til kong Josiah i Judæa). En engel åbenbarede sig i en drøm for Meshechs syv konger, og bød dem at opgive love og statutter og tage imod lovene af Moses, søn af Amram. Hvis ikke, truede han dem med at lægge landet øde. Imidlertid drøjede de, indtil engelen tog til at lægge deres land øde. Da kongerne i Meshech og alle indbyggerne i deres lande blev omvendt, sendte de sit overhovede til akademiet (det vil sige Gaon af Sura eller Pumbedita) en anmodning om at sende nogle disciple af de vise. Enhver discipel, som er fattig, går did for at undervise dem i lovene Babylonsk Talmud. Fra landet Egypten rejser disciple did for at studere. Han så ambassadørerne besøge profeten Ezekiels grav..."
Beretningen om omvendelsen af de syv konger i "Meshech" er meget lig beretningen om omvendelsen af khazarene som gives i Kuzari og Khazar-korrespondancen og kong Josefs svar. Det er muligt at Meshech er en henvisning til khazarerne, eller til et eller andet judaficeret fyrstedømme, som lå under deres indflydelse.

### Muslimske kilder
Ibn Hawqal og al-Muqaddasi viser til Atil efter 969, i det de antyder at byen kan være blevet genopbygget. Al-Biruni (i midten af 1000-linkfiks) som beretter at Atil lå i ruiner, nævner ikke den senere byen Saqsin, som blev rejst nærved. Det er muligt, at det nye Atil ikke blev ødelagt før i det 11. århundrede. Selv om man antager at al-Birunis beretning ikke har forkert tidsangivelse, er det intet bevis for, at det "nye" Atil blev befolket af khazarer snarere end petsjenger eller en anden stamme.
Ibn al-Athir som ca. 1200 beskrev "overfaldet på Fadhlun som kurderne mod khazasarerne". Kurderen Fadhlun er identificeret som al-Fadhl ibn Muhammad al-Shaddadi, som herskede over Arran og nedre dele af Aserbajdsjan i 1030'erne. I følge beretningen angreb han khazarene, men måtte flygte da de lagde sig i baghold og dræbte 10.000 af hans mænd. To af de store eksperterne i eurasiske nomader, Marquart og Barthold, bestrider denne beretning. Marquart var af den opfattelse, at tilfældet henviser til nogle efterkommere af khazarerne, som var vendt tilbage til hedensk tro og nomadeliv. Barthold (og Kevin Brook) indtog en mere skeptisk holdning til beretningen og mente, at ibn al-Athir må have refereret til georgere eller abkhasere. Der findes ingen beviser, som kan stadfæste om det forholder sig på den ene eller andre måde.

### Kijev-russiske kilder
I følge Nestorkrøniken var khazarjøder til stede i 986 ved Vladimirs disput for at tage stilling til en eventuel religion for Kijev-russerne. Hvorvidt de var jøder, som havde slået sig ned i Kijev, eller sendebud fra en eller anden tilbageværende jødisk khazar-stat, er uklart. Hele begivenheden er af nogle få forskere anset for at være fabrikeret, men henvisningen til khazarjøder (efter at khaganatet var ødelagt) er fremdeles relevant. Heinrich Graetz hævdede, at de var jødiske missionærer fra Krim, men har ikke kilder for denne påstand.
I 1023 fortæller Nestorkrøniken at Mstislav (en af Vladimirs sønner) drog mod sin bror Jaroslav med en hær som indeholdt "khazarer og kasoger". Kasoger var et tidlig Sirkasserfolk. "Khazarer" i denne sammenhæng er anset af de fleste at være ment i betydningen "beslægtet med", men andre har spurgt sig hvorfor beretteren skriver "khazarer og kasoger", når "khazarer" ville være tilstrækkeligt, hvis det havde betydet, at det drejede sig om folk, som var nær beslægtet med khazarene. Selv om referencerne er rettet direkte mod khazarerne, følger det nødvendigvis ikke direkte af det, at der virkelig eksisterede en khazarstat på denne tid. Det kunne meget vel have været khazarer under russisk styre.
Det blev fortalt om en prins fra Kijev kaldet Oleg (som ikke må forveksles med Oleg af Kijev), der blev bortført af "khazarer" i 1078 og sendt til Konstantinopel. De fleste forskere tror, at det drejer sig om en henvisning til kipsjakerne eller andre steppefolk, der dengang herskede over den pontiske region. Under erobringen af Tmutarakan i 1080-tallet gav Oleg sig selv titlen "Arkon af Khazar".

### Byzantiske, georgiske og armenske kilder
Kedrenos dokumenterede et fælles angreb på khazarstan Kertsj, som var under Georgius Tzuls herredømme, af byzantinerne og russerne i 1016. Det følgende år 1016, er der tvetydige henvisninger i østlige kristne kilder til khazarerne "tyrkere". Før den tid havde gamle romere kaldt dem "skytere"). Jødiske khazarer bliver også nævnt i en georgisk beretning som en gruppe som havde beboet Derbent sent i 1100-tallet.
I det mindste havde en bysantinsk kilde fra 12. århundrede henvist til stammer som praktiserede Moselovene og som boede på Balkan. Forbindelsen mellem denne gruppe og khazarerne bliver afvist af de fleste forskere.

### Vestlige kilder
Giovanni di Plano Carpini, en pavelig legat i 1300-tallet ved hoffet for mongolenes khan Guyuk, gav i sin indberetning en liste over de nationer som mongolerne havde erobret. Blandt dem som stod opført blandt stammerne i Kaukasus, på den pontiske steppe og i den kaspiske region, var "Brutakhiene, som er jøder". Brutakhienes identitet er uklar. Giovanni refererer senere til brutakhiene som de, der barberer deres hoveder. Selv om Giovanni kalder dem kipchaker, kan de have været efterkommere af khazarfolket. På den anden side kan det dreje sig om kipchaker, som var konverteret til judaismen (måske tilknyttet krimsjakene eller Krim-karaitterne).

## Diskussion

### Datering og konverteringens omfang
Tidsfæstelsen af konverteringen, enten den foregik som en enkeltbegivenhed eller som en række begivenheder, er genstand for omfattende diskussioner. Temaerne omkring denne uenighed er omtalt oven for.
Antallet af khazarer som konverterede til jødedommen er også omstridt. Douglas Morton Dunlop var af den opfattelse, at det alene var overklassen som konverterede. Dette var et majoritetssyn indtil for ganske nylig. Det relativt bratte skifte, som kom i gravskikken i midten af 800-årene, tyder på at konverteringen var mere udbredt, en hypotese som nylig er forfægtet af Kevin A. Brook.

### Teorier om ashkenazienes nedstamning fra khazarene
Khazarernes bidrag til de moderne ashkenazi-jøders blodlinje, som enkelte har foreslået, hvoraf den kendteste er forfatteren Arthur Koestler (i The Thirteenth Tribe), er ikke almindeligt anerkendt af historikere. Genetiske studier viser, at ashkenaziernes Y-kromosom DNA lader til at have sin oprindelse i mellemøstlige befolkninger,
efter som de har mitochondrisk DNA (mtDNA) i mindst 40% af den nuværende ashkenazi-befolkning.
En lille del af ashkenazi-jøder har disse haplogrupper, der er forbundet med Nordkaukasus og tyrkiske folk: N9a3a1b1 (mtDNA), A-a1b3a (mtDNA), og G2a-FGC1093 (Y-kromosom DNA).
Så selv om khazarerne kan være blevet absorberet i den jødiske population, er det lidet troligt, at de udgjorde en betydelig procentdel af de moderne ashkenaziers forfædre.
Et andet kritisk moment, som er blevet rejst mod Koestlers arbejde, er, at han stort set har hentet sin historie fra kilder som Douglas Morton Dunlop, til tider uden kildehenvisninger. Endvidere er det påpeget, at hans mere spekulative anden halvdel (hvori han drøfter teorierne om ashkenazienes afstamning) i det store og hele ikke er underbygget. I den grad Koestler henviser til stednavne og dokumentbevis, er hans analyse blevet beskrevet som en blanding af fejlagtige etymologier og fejltolkede primærkilder.
Andre kritikere af khazar-ashkenazi-teorien har fastslået, at hovedmotivet for selv i bare lille grad at godtage disse ideer, er politiske og anti-zionistiske i deres natur. Khazarteorien er blevet godtaget af mange antizionister, særlig i den arabiske verden. Teoriens forkæmpere argumenterer med, at ashkenazi-jøderne hovedsagelig er af khazarisk oprindelse, og at de da vil falde uden for rammen af Guds løfte om Kanaan til israelittene, som er nedfældet i Bibelen. Det overser helt det faktum, at halvdelen af de israelske jøder ikke tilhører ashkenazierne. Man har imod dette hævdet, at sådanne beskyldninger om politiske motiver er irrelevante for selve kernen i argumentationen. I alle fald var Koestler selv erklæret zionist, der baserede sin holdning på sekulære betragtninger.
Andre har påstået, at grupper som karaim, krimsjakene, fjeldjøderne og Georgia-jøderne nedstammer fra khazarerne, ikke understøtter nogen af disse teorier, selv hvis khazarernes efterkommere skulle have fundet vej ind i disse samfund. Ikke-jødiske grupper, som gør krav på i det mindste delvis at nedstamme fra khazarerne, omfatter blandt andet kumyker og Krim-tartarer. Disse påstande er imidlertid genstand for debat.

### Bøger skrevet før 1915
- Itinéraires de la Terre Sainte, Carmody, (Brussels, 1847)
- Sur le Khazars. Vivien St. Martin. (Paris, 1851)
- Ibn Dasta, translated by Chwolson, (St. Petersburg, 1869)
- Der khazarische Königsbrief, Cassel, (Berlin, 1877)
- Der Ursprung der Magyaren, Vambéry, (Leipzig, 1882)
- Das Buch se-Chazari, Hirschfield, (Breslau, 1885)
- Pre- and Proto-historic Finns, Abercromby, (London, 1898)
- Osteuropäische und Ostasiatische Streifzüge, Marquart, (Leipzig, 1903)
- Jewish Quarterly Review, Volume iii, Pages 181–219, «An Unknown Khazar Document», (n.s., Philadelphia, 1913)
- Accounts of Oriental writers were published at St. Petersburg by Fraehn, (1821), and by Harkavy, (1874 et seq.)